# Exercisheden
Exercisheden, Heden, är en öppen yta inom stadsdelen Heden i centrala Göteborg som avgränsas av Södra Vägen, Parkgatan, Sten Sturegatan och Engelbrektsgatan. Heden är ungefär 40 000 m² stor och har givit namn åt stadsdelen med samma namn. Heden har ingått i stadens donationsjord sedan 1621. Under 1800-talet kallades området för "Östra Heden", eftersom Kronan också disponerade en exercished i Haga som benämndes "Västra Heden".

## Historia

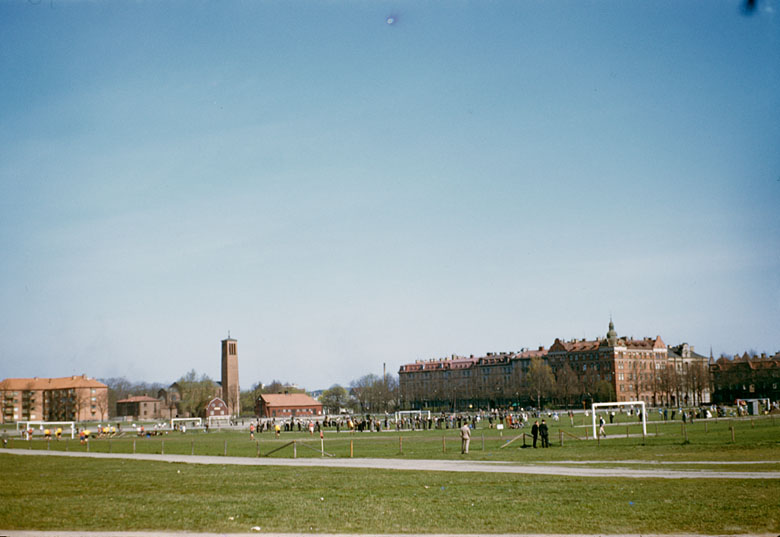
Foto taget 1948 vid Exercisheden.

Markerna på och kring Heden har haft en rad användningsområden, och i mitten av 1700-talet beviljades tobaksfabrikören Daniel Schiller ett arrende på tio tunnland längs dåvarande Landsvägen (Södra vägen) utanför Kungsporten, att odla tobak på. Fler följde i hans spår, men efter ett missväxtår 1783 upphörde odlingarna och man återgick till importerad tobak. Området var tidigare övningsfält för Göta artilleriregemente och tältplats för beväringssoldaterna. Namnet Exercisheden har platsen haft sedan 1812, innan dess sträckte sig området från Skansen Kronan i Haga till nuvarande Södra Vägen och hette då Hagaheden eller Stora Heden och öster om Södra vägen hette området först Tegelbruksängen, därefter Exercisheden eller Östra heden och senare för bara Heden.
Sveriges första hästkapplöpning enligt engelskt mönster, gick på Heden den 6 november 1810. Det var sammanlagt tre tävlingar på distansen engelska milen, där George Hebden vann två och Emanuel Norling vann den tredje tävlingen.
Vid åtskilliga tillfällen framförde staten klagomål över att "kreaturshanteringen" på heden innebar problem för militären. Därför förbjöds 1833 utsläppandet av kreatur då regementet exercerade där. Dessutom förbjöds all torvupptagning på heden. År 1847 förbjöds allt kreatursbete på heden.

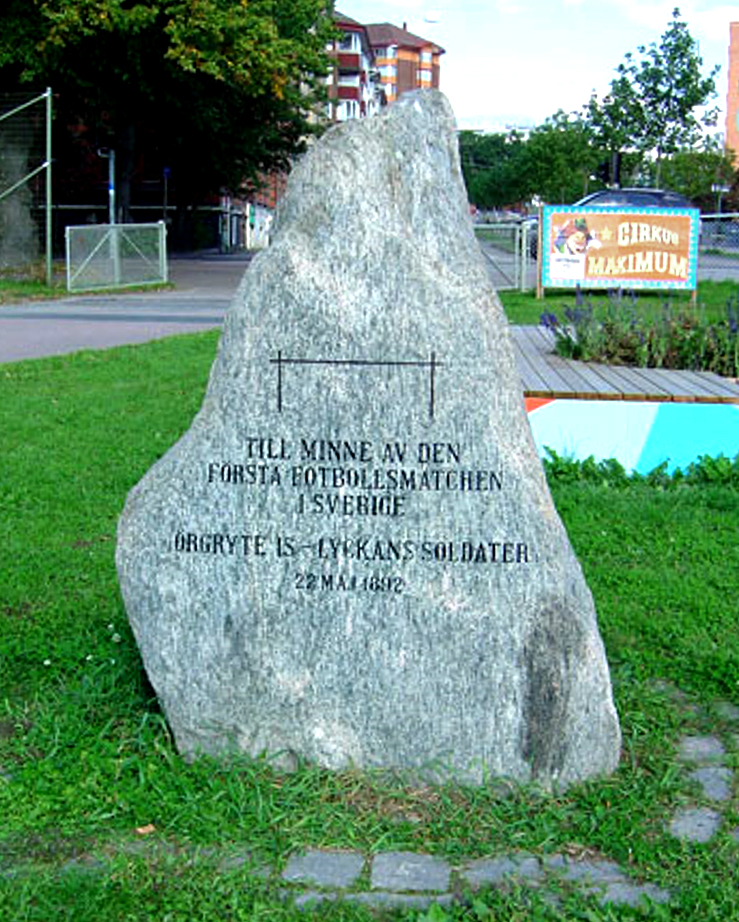
Minnessten över den första fotbollsmatchen i Sverige mellan Örgryte IS och IS Lyckans Soldater den 22 maj 1892.

På 1860-talet hade Göteborgs skarpskyttekår sina övningar på Heden. I det nordvästra hörnet av Heden ligger Exercishuset (Göteborgs gymnastik- och exercisbyggnad), tidigare även kallat för Lindströmska gymnastikhuset, ritat av arkitekten Heilborn och invigt den 8 december 1867 av grosshandlaren Julius Lindström, som bekostade bygget. Byggnaden skulle "...tjena till gymnastik- och exercislokal för folkskolornas ungdom samt för frivilliga skarpskyttecorpsen". Granne med Exercishuset låg en liten egendom som hette Katrinetorp, i dagligt tal Loppetorpet. Husen skulle rivas i samband med utställningen 1923, men vissa byggnader blev kvar.
År 1871 hölls den stora utställningen Trettonde allmänna svenska lantbruksmötet på Heden och 1891 Industriutställning. Det var i och med den senare som staden inlöste området från kronan.
I maj år 1892 spelades Sveriges första fotbollsmatch på Heden, mellan Örgryte IS och IS Lyckans Soldater. En sten är rest på området till minne av matchen.

### Idag

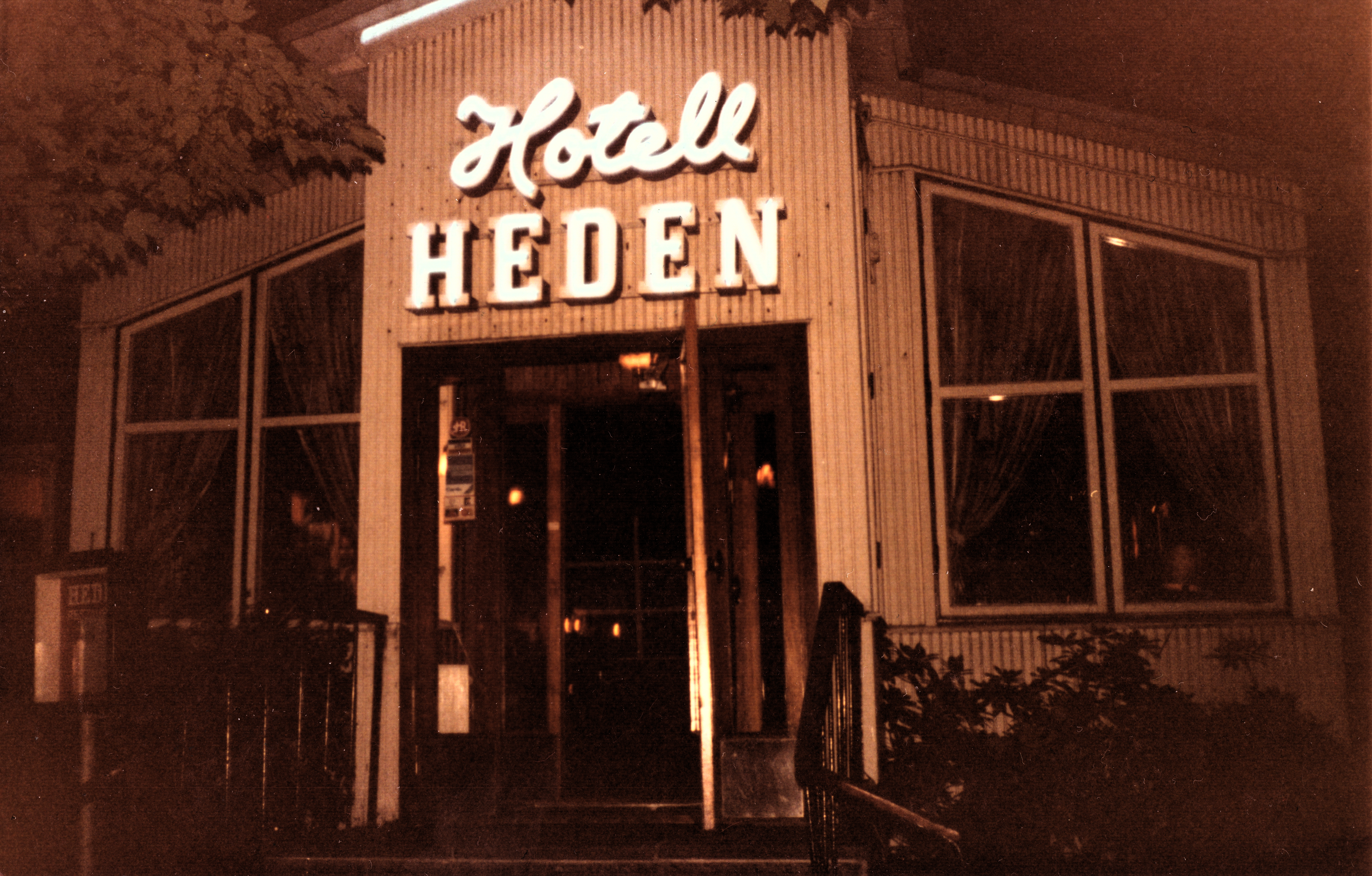
Hotel Heden, cirka 2001.

Heden utnyttjas ofta vid sportevenemang, bland annat vid årligen återkommande Gothia Cup och Partille Cup. Under friidrotts-VM i Göteborg 1995 bodde de aktiva på Heden. Till vardags används området framförallt för korpidrott.
I nordvästra hörnet finns idag en bussterminal. I det sydöstra hörnet ligger Hotell Liseberg Heden. En annan bekant inrättning är korvkiosken Lasse på Heden i det sydvästra hörnet.
Övriga ytor består av parkering och flera fotbollsplaner, varav fyra med konstgräs. Heden delas på mitten i en väst-östlig gång- och cykelbana som utgör en förlängning av Vasagatan i väster och Bohusgatan i öster.
Det har, med jämna mellanrum, förts diskussioner om att förändra Heden, bland annat genom bebyggelse, idrottsarenor, grönområden och förbättrade parkeringsmöjligheter. Bland andra har arkitekten Gert Wingårdh gjort ett uppmärksammat förslag med fyra höghus, ett i varje hörn, och en idrottsarena i mitten. Motståndare till att bebygga området brukar peka på fördelarna med en öppen central yta för just evenemang.
Den 24 juli 2008 tog Göran Johansson, ordförande i Göteborgs kommunstyrelse och GAIS-ordföranden Henry Ljung, de första spadtagen på Hedens bandybana, och den 7 december 2008 invigdes Arena Heden. Anläggningen stängdes i mars 2019, då den inte längre var miljömässigt säker och det förekom läckage av köldbärarvätska.

## Äganderätt

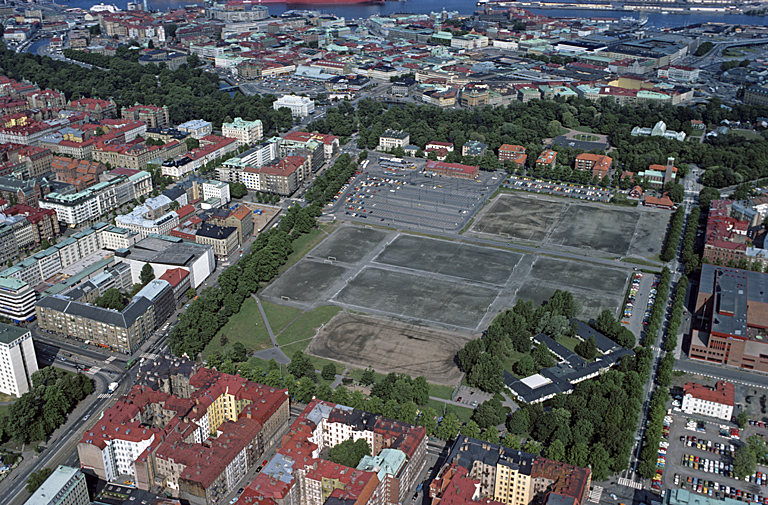
Foto över Heden taget 1977.

Heden har ingått i stadens donationsjord sedan 1621, då som ingående i Eklanda kronohemman, men från tidigt 1700-tal började Göteborgs militärförband att använda platsen som övningsområde. Detta vann hävd, och Kronan ansågs därmed ha fått dispotitionsrätt till marken i stadens femtonde rote. År 1892 löste staden ut staten, men sökte aldrig lagfart på området Stadsäga 8509 - senare Heden 701:5 - vilket skedde först den 20 mars 1974.
Den historiska och ibland livliga debatten om Hedens äganderätt, har troligen sitt ursprung i en begreppsförvirring, då man måste skilja på äganderätten och dispositionsrätten. Äganderätten har hela tiden legat hos Göteborg, medan dispositionsrätten efter flera turer först 1891–1892 kom till Göteborg, då staten reglerade den. I Gustaf II Adolfs privilegiebrev vid Göteborgs grundande 1621 finns inskrivet att staten till Göteborg donerade Sävedals härad och fögderi, "med alla dess land och tillhörige pertimentier" (mindre jordlägenheter som hör till en större egendom.) Det står visserligen inte uttryckligen att Heden tillhörde dessa, men på en karta som lantmätare Erik Kuus upprättade 1696 på Carl XI:s befallning, upptas Göteborg tillhöriga ägor utanför vallarna och där är Heden inritad. År 1891 upprättades en proposition med syfte att reglera dispositionsrätten mellan staten och Göteborg. Där står att Heden efter all sannolikhet "ursprungligen legat inom rågången av de s.k. Eklandahemmanen vilka förut tillhört Kronan och såsom lydande till Sävedals härad blivit genom konung Gustaf II Adolfs den 4 juni 1621 för Göteborg utfärdade privilegier av honom skänkta till staden." Efter att staten beslutat att upprätta Göta artilleriregemente i Kviberg, ansåg man sig inte längre behöva Heden som exercisplats utan erbjöd staden att förvärva dispositionsrätten för 100 000 kronor (beloppet höjdes av riksdagen till 220 000 kronor, då man annars trodde att staden skulle göra för stora spekulationsvinster).